# Gusjenica (mehanizam)
Gusjenica je beskrajna metalna traka sastavljena od više međusobno povezanih članaka. Omotana je oko kotača gusjeničara, odnosno oklopnih (prije svega tenkova), građevinskih i drugih off-road vozila. Pogonski kotač, pokretan snagom motora, povlači gusjenicu preko potpornih kotača što omogućava kretanje vozila.
Gusjenice omogućavaju distribuciju težine vozila na ravnomjerno veću površinu nego što to čine kotači, smanjuju specifičan pritisak na tlo, a povećavaju ukupni pritisak i trenje, zbog čega su gusjeničari pokretljiviji na zemljanom terenu od vozila s kotačima.